# The Moody Blues

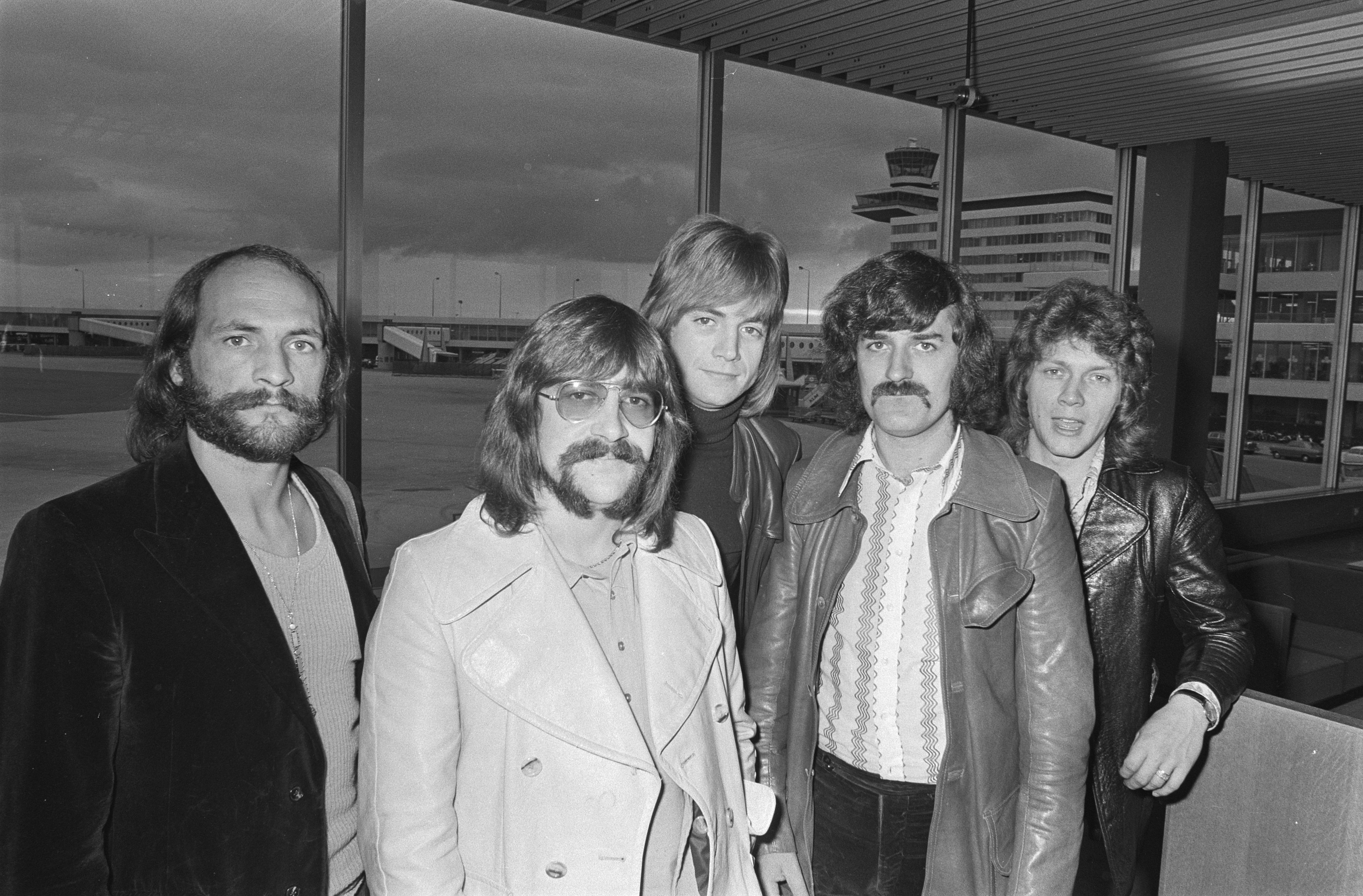
The Moody Blues w 1970 r.

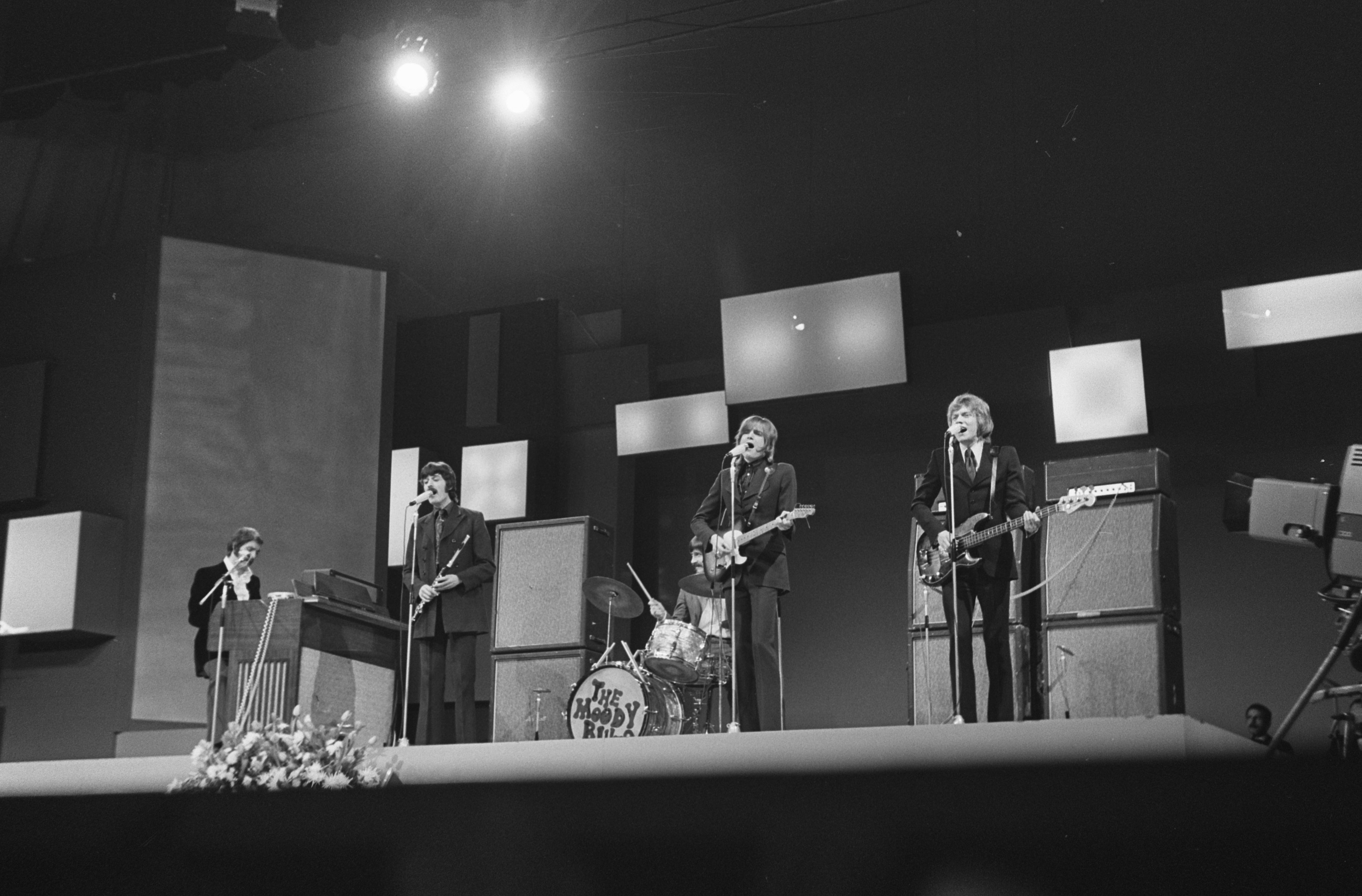
The Moody Blues (1969)

The Moody Blues – brytyjska grupa rockowa, która powstała w 1964 r. w Birmingham. Zespół sprzedał ponad 50 milionów płyt i czternaście razy nagradzany był platynową płytą. W 2018 wprowadzony do Rock and Roll Hall of Fame.

## Historia

### 1964–1974
Grupa oficjalnie powstała 4 maja 1964 r. Ray Thomas, John Lodge i Michael Pinder wcześniej tworzyli zespół El Riot & the Rebels. Został rozwiązany, gdy Lodge, najmłodszy z członków grupy, rozpoczął edukację w technikum, a Pinder rozpoczął służbę wojskową. Później Pinder i Thomas założyli zespół Krew Cats. Dołączył do nich Denny Laine, Clint Warwick i Graeme Edge. Ta piątka zadebiutowała w 1964 r. na koncercie w Birmingham już jako „The Moody Blues”.
Nazwa zespołu pochodzi od nazwy browaru Mitchells & Butlers, w skrócie M&B; członkowie zespołu określali sami siebie jako „The M B’s”. Browar ten miał sponsorować zespół, do czego jednak nie doszło. Nazwa nawiązuje także do utworu Duke’a Ellingtona – „Mood Indigo”.
Grupa ta jako pierwsza połączyła elementy muzyki poważnej z rockiem, określając podgatunek rocka symfonicznego. Jednakże we wczesnym okresie swojej działalności, w latach 1964-66, zespół grał głównie utwory w stylu rhythm and blues.
Jeszcze w 1964 r. podpisali kontrakt z wytwórnią Decca Records. We wrześniu tego roku wydali singiel „Lose Your Money”, który zapoczątkował ich karierę. Kolejny singiel „Go Now”, wydany w listopadzie, zajął pierwsze miejsce na liście przebojów w Wielkiej Brytanii i dziesiąte w USA. W następnym roku wydali swój pierwszy album – The Magnificent Moodies.
W 1966 nastąpiły zmiany personalne w składzie zespołu – odeszli Warwick, Laine i Rod Clark, który miał zastąpić Warwicka. Do zespołu dołączyli natomiast John Lodge i Justin Hayward. Wydany następnie drugi album Days of Future Passed (1967) zwiastował radykalną zmianę stylu muzycznego. Został on wydany przez Deram Records (oddział firmy Decca), zawierał także najbardziej znany przebój zespołu – balladę „Nights in White Satin”. Grupa w czasie długich lat istnienia zasadniczo zachowała wypracowane na Days of Future Passed łagodne symfoniczne brzmienie, uzyskiwane początkowo poprzez akompaniament orkiestry symfonicznej, a później przez wykorzystanie instrumentów elektronicznych, głównie melotronu.
W 1968 r. zespół nagrał swój trzeci album studyjny In Search of the Lost Chord, który zajął piąte miejsce na brytyjskich listach, co było wynikiem znacznie lepszym niż w przypadku Days of Future Passed (27. miejsce). Członkowie zespołu eksperymentowali wtedy z LSD. Czterech z nich poświęciło się także medytacji transcendentalnej, co miało wpływ zarówno na teksty utworów (np. napisany przez Pindera „Om”), jak i na grafikę albumu. Na płycie oprócz melotronu można także usłyszeć instrumenty orientalne, jak chociażby sitar.
Kolejna płyta zespołu, On the Threshold of a Dream (1969), po raz pierwszy w historii grupy osiągnęła szczyt brytyjskiej listy przebojów.
Wydany w tym samym roku (tym razem przez własną firmę płytową zespołu – Threshold Records) album To Our Children’s Children’s Children, który został zainspirowany pierwszą wyprawą człowieka na Księżyc, osiągnął drugie miejsce na brytyjskich listach przebojów.
W 1970 r. światło dzienne ujrzał kolejny album The Moody Blues – A Question of Balance. Charakteryzował się odejściem od bardziej złożonych form i brzmień w stronę bardziej tradycyjnych piosenek pop, chociaż grupa nadal wykorzystywała charakterystyczne brzmienie melotronu. Album okazał się kolejnym hitem zajmując pierwsze miejsce na listach w Wielkiej Brytanii i trzecie w USA. Pochodzący z niego singiel „Question” stał się drugim po „Go Now” największym przebojem zespołu (drugie miejsce w Wielkiej Brytanii).
W swoich dwóch następnych albumach Every Good Boy Deserves Favour i Seventh Sojourn zespół powrócił do brzmienia symfonicznego. W 1972 r. reedycja singla „Nights in White Satin” stała się dużym hitem w USA zajmując drugie miejsce na liście Billboard Hot 100. W Wielkiej Brytanii singiel zajął miejsce dziewiąte, wyższe niż za pierwszym razem (19. miejsce). Nagrywanie materiału na Seventh Sojourn przychodziło zespołowi z trudem, co było wynikiem nagrywania bez przerwy przez pięć lat. Mimo to płyta zajęła pierwsze miejsce na liście Billboardu, a na koncerty trasy promującej wszystkie bilety zostały wyprzedane.
„Seventh Sojourn” wyznacza koniec klasycznego okresu w dziejach zespołu obejmującego siedem albumów studyjnych z lat 1967–1972. Po powrocie z trasy koncertowej w lutym 1974 r. zespół zdecydował o zawieszeniu działalności. Wszyscy członkowie zespołu zajęli się solowymi projektami (wśród nich znajdował się album Blue Jays z 1975 nagrany wspólnie przez Haywarda i Lodge’a) i nie nagrali jako The Moody Blues nic przez następne 4 lata.
Muzyka grupy, często odbierana jako pretensjonalna i pompatyczna (m.in. dzięki wplecionym między utwory recytacjom poezji perkusisty oraz przypominającym muzykę symfoniczną brzmieniu instrumentów klawiszowych), nie poddała się ani rock-and-rollowym, ani psychodelicznym schematom obowiązującym w czasach największej jej popularności. Dotyczy to zarówno tekstów, skupiających się głównie na sprawach duchowych i filozoficznych, jak i muzyki, pozbawionej charakterystycznego dla rocka brudnego i agresywnego brzmienia. Innym charakterystycznym rysem w stylistyce The Moody Blues była obecność w zespole pięciu kompozytorów, z których czterech śpiewało partie solowe, czasem w jednej piosence („After You Came”). Grupa przetarła ścieżki dla licznych grup „środka” imitujących jej brzmienie oraz, co ważniejsze, dała podwaliny dla progresywnego rocka.

### 1977–1991
W 1977 grupa zebrała się ponownie. W tym roku ukazał się też album koncertowy Caught Live + 5, nagrany podczas koncertu zespołu w Royal Albert Hall. Zespół był przeciwny jego wypuszczeniu, lecz wytwórnia nalegała na jego wydanie. Jakość nagrania pozostawiała wiele do życzenia, ostro kontrastując z dopracowanym brzmieniem albumów studyjnych.
W 1978 ukazała się nowa płyta Octave. Podczas nagrywania członkowie często się sprzeczali, głównie Pinder i Thomas. Pinder był do tego stopnia niezadowolony z nagrania, że zdecydował się nie brać udziału w trasie promującej. Octave zebrała jednak pozytywne recenzje. W miejsce Pindera, który definitywnie opuścił zespół, do grupy dołączył Patrick Moraz.
Kolejnym albumem był Long Distance Voyager (1981). Chociaż został on przyjęty dość chłodno przez krytyków, był bardzo popularny zajmując 1. miejsce na liście Billboardu i 6 w Wielkiej Brytanii, konkurując między innymi z nagraniami Madonny i The Police. Jego następca The Present (1983) nie zbliżył się jednak do wyników Voyagera.
W 1986 zespół odniósł kolejny sukces wraz z wydaniem krążka The Other Side of Life. Pochodzący z niego singiel – Your Wildest Dreams – plasował się w czołówkach list Europy i Ameryki. Popularność nagrania zainteresowała twórczością zespołu młodsze pokolenie. W tym samym roku zespół zagrał charytatywny koncert w Birmingham, z którego dochody zostały przeznaczone na szpital dziecięcy w Birmingham. Zespół zagrał 4 utwory, a następnie wystąpił jako backup dla George’a Harrisona razem z Electric Light Orchestra.
Album Sur la Mer wydany w 1988 r. zawierał więcej elementów synth popu. Kontynuował on dobrą passę zespołu, zbierając dobre recenzje. Kolejna płyta Keys of the Kingdom (1991) okazała się dużą porażką komercyjną; żaden z utworów nie okazał się materiałem na hit. Charakteryzował się częściowym odwrotem od bogatych syntezatorowych nakładek ku brzmieniom bardziej naturalnym, znanym z twórczości zespołu z lat 70. Był to też ostatni album Moraza, który zdecydował się opuścić zespół. Odtąd The Moody Blues zostali kwartetem.

### 1991–2018
W latach 90. zespół skupił się głównie na koncertowaniu wydając jeden album koncertowy – A Night at Red Rocks (1993). Grupa wróciła do nagrywania dopiero w 1998 r. W następnym roku ukazał się krążek Strange Times, kontynuujący stylistyczny powrót zespołu do brzmienia znanego z klasycznego okresu działalności. Okazał się on pierwszym od prawie dwudziestu lat albumem Moody Blues, który nie spotkał się z nieprzychylnymi recenzjami brytyjskich krytyków i pierwszym wyprodukowanym samodzielnie przez zespół.
W 2002 na muzyczną emeryturę przeszedł jeden z założycieli zespołu – Ray Thomas. Odtąd zespół to trio składające się z Haywarda, Lodge’a i Edge’a. W 2003 trio wydało płytę December. Nagranie zawiera utwory o tematyce świątecznej i jest zarazem pierwszym od czasów The Magnificent Moodies krążkiem The Moody Blues, który zawiera utwory nienapisane przez członków zespołu. Było to ostatnie studyjne wydanie zespołu.
W 2008 ukazały się: album kompilacyjny Playlist Plus oraz album koncertowy Live at the Isle of Wight 1970.

## Muzycy
- Graeme Edge – perkusja, (1964–2018; zmarły 2021)
- Ray Thomas – śpiew, gitara basowa, harmonijka, flet, (1964–2002; zmarły 2018)
- Mike Pinder – śpiew, instrumenty klawiszowe, (1964–78; zmarły 2024)
- Denny Laine – śpiew, instrumenty klawiszowe, gitara, (1964–66)
- Clint Warwick – gitara basowa, (1964–66; zmarły 2004)
- Justin Hayward – śpiew, gitara, (1966–2018)
- John Lodge – śpiew, gitara basowa, (1966–2018)
- Patrick Moraz – instrumenty klawiszowe, (1978–91)

## Dyskografia

### Albumy studyjne
- 1965 – The Magnificent Moodies (wydany w USA jako Go Now The Moody Blues # 1)[4]
- 1967 – Days of Future Passed
- 1968 – In Search of the Lost Chord
- 1969 – On The Threshold Of A Dream
- 1969 – To Our Children’s Children’s Children
- 1970 – A Question of Balance
- 1971 – Every Good Boy Deserves Favour
- 1972 – Seventh Sojourn
- 1978 – Octave
- 1981 – Long Distance Voyager
- 1983 – The Present
- 1986 – The Other Side of Life
- 1988 – Sur La Mer
- 1991 – Keys Of The Kingdom
- 1999 – Strange Times
- 2003 – December

### Albumy koncertowe
- 1977 – Caught Live + 5
- 1993 – A Night at Red Rocks with the Colorado Symphony Orchestra
- 2000 – Hall Of Fame – Live at the Royal Albert Hall
- 2005 – Lovely to See You: Live
- 2007 – Live at the BBC: 1967–1970
- 2008 – Live at the Isle of Wight Festival 1970

### Albumy kompilacyjne
- 1974 – This Is The Moody Blues
- 1978 – The Great Moody Blues
- 1979 – Out of This World
- 1981 – Eternity in an Hour: A Collection of the Best of The Moody Blues
- 1984 – Voices in The Sky: The Best of The Moody Blues
- 1987 – Prelude
- 1989 – The Story of the Moody Blues – Legend of a Band
- 1994 – Time Traveller
- 1996 – The Very Best of The Moody Blues
- 1998 – Anthology
- 1999 – Classic Moody Blues: The Universal Masters Collection
- 2000 – The Best of The Moody Blues: 20th Century Masters – The Millennium Collection
- 2003 – Say It with Love
- 2003 – Ballads
- 2005 – Gold
- 2006 – An Introduction to The Moody Blues
- 2007 – Collected
- 2008 – Playlist Plus